# Charles Churchill

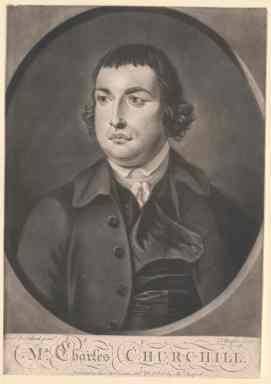
Charles Churchill

Charles Churchill (* Februar 1732 in Westminster; † 4. November 1764 in Boulogne-sur-Mer) war ein englischer Dichter.

## Leben
Churchill wurde in der Vine street in Westminster geboren. Sein Vater, Rektor von Rainham, Essex, war Kurator und Lektor von St. Johns, Westminster. Charles lernte an der Westminster School, wo er eine klassische Bildung erhielt und sich eine dauerhafte Freundschaft mit Robert Lloyd entwickelte. Er ging 1749 an das Trinity College (Cambridge), da er in Oxford abgelehnt wurde, wahrscheinlich wegen seiner, mit 18 Jahren, hastig geschlossenen Ehe auf Basis der Richtlinien der Flotte. Er lebte nie in Cambridge; das junge Paar lebte im Haus seines Vaters, und Churchill wurde danach in den Norden Englands geschickt, um sich für heilige Aufträge vorzubereiten. Er wurde Kurator von South Cadbury, Somerset und, nach dem Empfangen der Priesterweihe (1756), fing er an als Kurator seines Vaters in Rainham zu dienen. Zwei Jahre später starb sein Vater, woraufhin Churchill als dessen Nachfolger gewählt wurde. Seine Vergütung betrug weniger als £100 im Jahr, weshalb er sich etwas dazuverdiente, indem er an einer Mädchenschule unterrichtete. Seine Ehe bewies sich als unglücklich, und so fing er an, viel Zeit in der Gesellschaft von Robert Lloyd zu verbringen. Er wurde von seiner Frau 1761 getrennt und wäre ohne die Hilfe von Lloyds Vater, der der Leiter in Westminster war, wegen seiner Schulden verhaftet worden.
Churchill hatte bereits etwas Arbeit für Buchhändler erledigt, und sein Freund Lloyd hatte etwas Erfolg mit einem didaktischen Gedicht, The Actor gehabt. Das Wissen Churchills über das Theater wurde dann für Rosciad gebraucht, das im März 1761 erschien. Diese rücksichtslose und amüsante Satire beschrieb mit verstörender Genauigkeit die Fehler der verschiedenen Schauspieler und Schauspielerinnen auf den Londoner Bühnen. Die sofortige Popularität war ohne Zweifel auf den persönlichen Bezug zurückzuführen, aber seine Stärke und Schnelligkeit machen es immer noch lesenswert, obwohl die von Churchill Betrachteten vergessen wurden. Die erste Auflage wurde anonym veröffentlicht, und in der Critical Review erklärte Tobias Smollett sicher, es würde sich bei dem Gedicht um eine gemeinsame Produktion von George Colman der Ältere, Bonnell Thornton und Robert Lloyd handeln. Churchill veröffentlichte sofort eine Entschuldigung an die Critical Review und wiederholte, nachdem er die These aufwarf, dass es nur Autoren sind, die ihre eigene Art jagen, den Angriff auf die Bühnen. Weiterhin enthält es einen enthusiastischen Tribut an John Dryden, dem Churchill ein eifriger Anhänger war. Im Rosciad pries er Mrs. Pritchard, Mrs. Cibber und Mrs. Clive, aber kein führender Schauspieler Londons, mit Ausnahme von David Garrick, war der Kritik entgangen. Dieser wurde jedoch offenbar in der Entschuldigung bedroht. Er missbilligte Kritik, indem er jede mögliche Nettigkeit gegenüber Churchill zeigte, der zum Terror für die Schauspieler wurde. Thomas Davies schrieb Garrick, dass er bei seinem Auftritt in Cymbeline ins Stottern kam, da sein versehentliches Sehen des Herrn Churchill in der Grube ihn verwirrte und von seinen Geschäften ablenkte.
Durch die Satire erhielt Churchill viele Feinde und Repressalien. In Night, an Epistle to Robert Lloyd (1761), beantwortete er die Angriffe auf ihn und bot als Verteidigung das Argument an, dass alle mögliche Störungen besser als Heuchlerei wären. Sein skandalöses Benehmen löste Kritik des Dekans von Westminster aus und 1763 brachten ihn die Proteste seiner Gemeinde dazu, seine Entlassung einzureichen. Rosciad war von einigen Verlegern abgelehnt worden und wurde schließlich auf Churchills eigene Kosten veröffentlicht. Er empfing eine beträchtliche Summe durch den Verkauf, zahlte seine alten Gläubiger aus und konnte außerdem seiner Frau einen stattlichen Unterhalt zahlen.

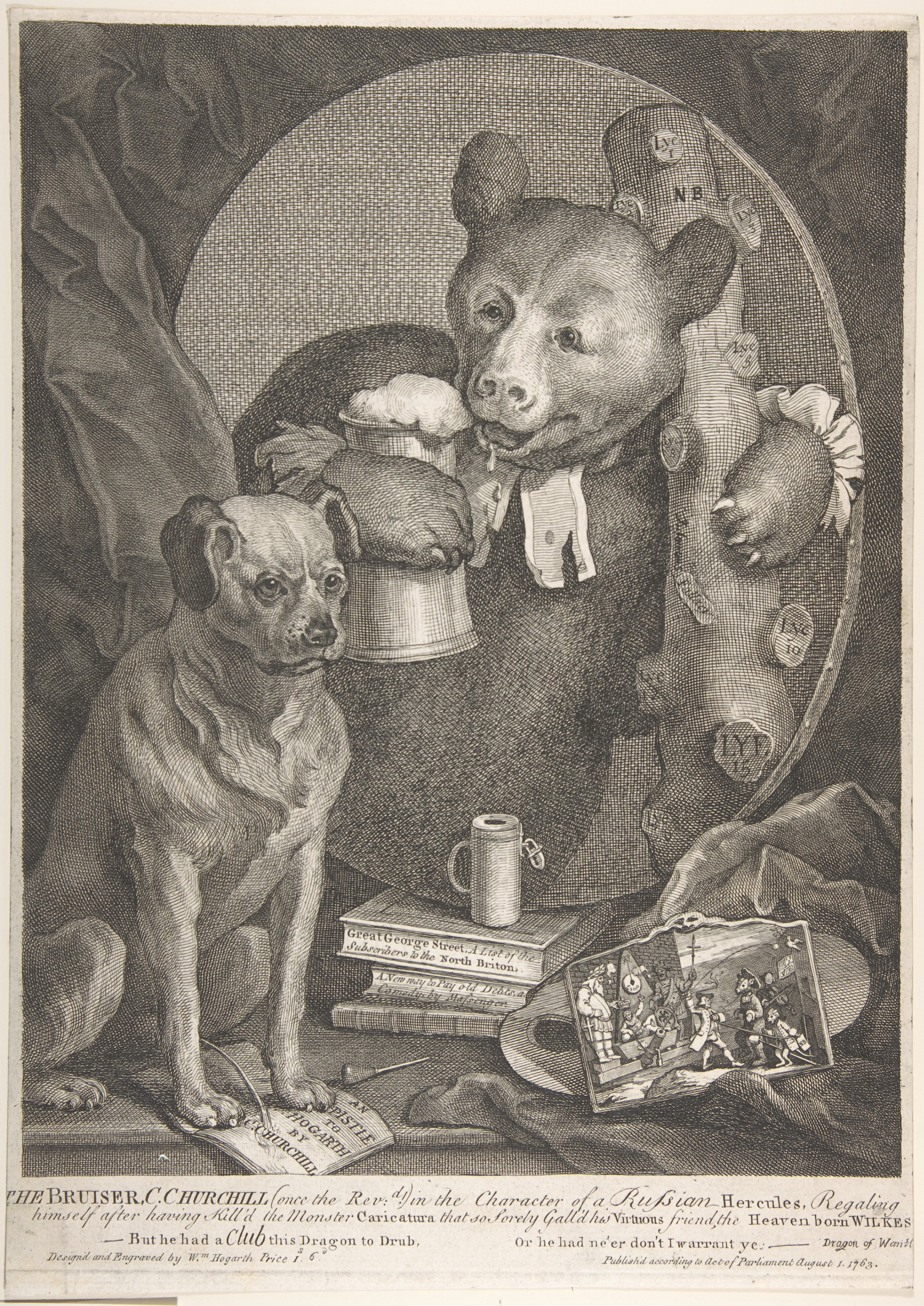
The Bruiser (1763), Karikatur von William Hogarth als Paraphrase des Stilllebens The Painter and his Pug (1745): Zum Zeichen der Verachtung uriniert Hogarths Mops Trump auf Churchills Epistle to William Hogarth.

Er wurde jetzt zu einem Verbündeten von John Wilkes, dem er regelmäßig bei dessen North Briton unterstützte. The Prophecy of Famine: A Scots Pastoral (1763), sein folgendes Gedicht, wurde ursprünglich für dieses Journal geschrieben. Diese Satire auf den schottischen Einfluss fiel zusammen mit dem damaligen Hass des Lords Bute und die schottischen Platzhirsche waren genauso alarmiert wie die Schauspieler vor ihnen. Als Wilkes festgenommen wurde, gab er Churchill einen rechtzeitigen Hinweis, dass er sich für eine Zeit aufs Land zurückziehen solle. Sein Epistle to William Hogarth (1763) war eine Antwort auf die Karikatur, die von Wilkes während dessen Prozess gemacht wurde. In der Epistle wurde die Eitelkeit und der Neid Hogarths in einer Art angegriffen, die Garrick als schockierend und barbarisch befand. Hogarth schlug mit einer Karikatur von Churchill als Bär in den zerrissenen klerikalen Kleidern, der einen Krug Porter trug, zurück. The Duellist (1763) ist eine giftige Satire auf die aktivsten Konkurrenten von Wilkes im House of Lords, besonders auf Bishop Warbuxton. Er attackierte Dr. Johnson in The Ghost als Pomposo, als unverschämtes und lautes, nichtiges Idol einer schreibenden Masse. Andere Gedichte sind The Conference (1763); The Author (1763), welches von Churchills Zeitgenossen in hohem Maße gepriesen wurde; Gotham (1764), ein Gedicht über die Pflichten eines Königs, didaktisch anstatt satirisch im Ton; The Candidate (1764), eine Satire auf John Montagu, einem der bittersten Feinde Wilkes', (??? - ff. „die er hatte... bis ...denunzierte;“) die er hatte bereits für seinen Verrat im Duellist, als zu unbeliebt einen Freund zu haben denunzierte; The Farewell (1764); The Times (1764); Independence; und unbeendet Journey.
Im Oktober 1764 ging er nach Boulogne-sur-Mer, um Wilkes zu treffen. Dort erkrankte er und bekam ein Fieber, an dem er am 4. November starb. Er überließ sein Eigentum seinen zwei Söhnen und erklärte Wilkes zum Vollstrecker seines literarischen Nachlasses mit allen Vollmachten. Wilkes tat wenig. Er schrieb ein Epitaph für seinen Freund und über ein halbes Dutzend Anmerkungen zu seinen Gedichten. Andrew Kippis bestätigte geringfügige Unterstützung von ihm (???), als er das Leben von Churchill für sein Biographia (1780) vorbereitete.
Eine teilweise Sammlung der Gedichte Churchills erschien 1763.